# Tomaž nad Vojnikom
Tomaž nad Vojnikom je naselje v Občini Vojnik.

## Prebivalstvo
Etnična sestava 1991:
- Slovenci: 66 (100 %)